# Castelo Limavady
O Castelo Limavady (Léim an Mhadaidh), também conhecido como Castelo dos O'Cahans, é um castelo em ruínas no Coondado de Derry, na Irlanda do Norte. Outrora, foi um bastião dos O'Cahans.
Em 1542, os MacQuillans, acompanhados por James Butler, 9º Conde de Ormond, juntamente com o Lorde Alto Tesoureiro da Irlanda e um grande corpo de ingleses, sitiaram e tomaram o castelo, massacrando toda a guarnição.